# Hans-Günter Mertens
Hans-Günter Mertens (* 19. Mai 1950 in Essen) ist ein Hamburger Politiker der Sozialdemokratischen Partei Deutschlands und ehemaliges Mitglied der Hamburgischen Bürgerschaft.
Mertens ist gelernter Bankkaufmann und staatlich geprüfter Betriebswirt. Studium an der HWP (32. Lg) mit dem Abschluss Dipl.-Sozialwirt. Er war lange Jahre als wissenschaftlicher Angestellter beschäftigt, ab Mitte 1995 freiberuflich tätig und befindet sich seit Anfang 2018 im Ruhestand. 
Mertens war Mitglied der SPD. Von 1991 bis 1997 saß er in der Hamburgischen Bürgerschaft und für seine Fraktion war er unter anderem im Stadtentwicklungs- und Bauausschuss, sowie im Ausschuss für Inneres und für den öffentlichen Dienst.